# West of Broadway (film, 1931)

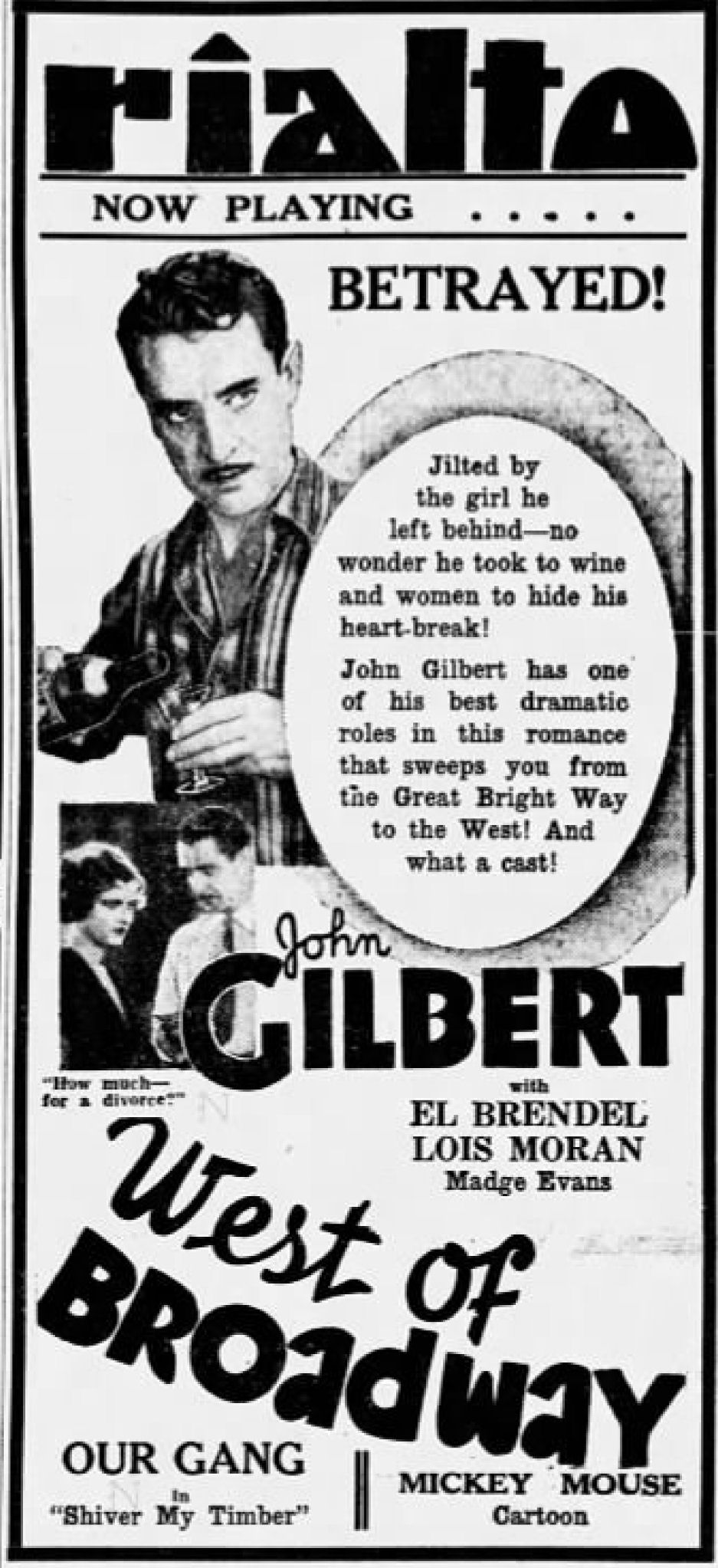
Affiche du film.

Pour les articles homonymes, voir West of Broadway.
West of Broadway est un film américain réalisé par Harry Beaumont et sorti en 1931.

## Fiche technique
- Réalisation : Harry Beaumont
- Scénario : Ralph Graves, Bess Meredyth, Gene Markey, James Kevin McGuinness d'après une histoire de Ralph Graves et Bess Meredyth
- Photographie : Merritt B. Gerstad
- Montage : George Hively
- Costumes : Vivian Baer[1]
- Production : Metro-Goldwyn-Mayer
- Distributeur : Metro-Goldwyn-Mayer
- Durée : 73 minutes
- Date de sortie : 28 novembre 1931

## Distribution
- John Gilbert : Jerry Stevens
- El Brendel : Axel « Swede » Axelson
- Lois Moran : Dot Stevens
- Madge Evans : Anne
- Ralph Bellamy : Mac
- Frank Conroy : le juge Barham
- Gwen Lee : Maizie
- Hedda Hopper : Mme Edith Trent
- Willie Fung : Wing
- John Miljan : Norm
- Tom London : Homme de main